# Cennetabat, Karakoyunlu
Cennetabat là một xã thuộc huyện Karakoyunlu, tỉnh Iğdır, Thổ Nhĩ Kỳ.